# クレオパトラの針

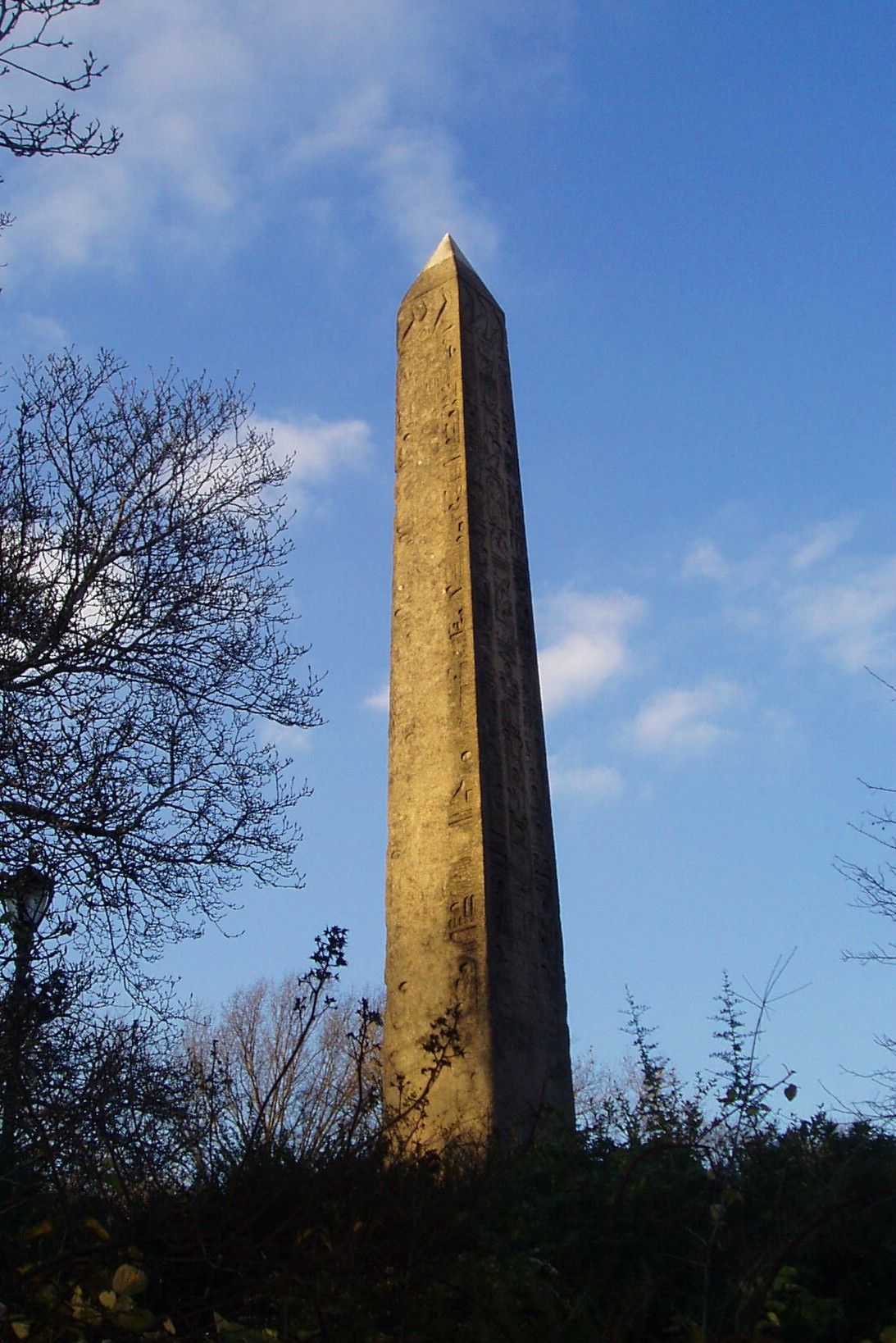
クレオパトラの針（セントラルパーク、ニューヨーク）

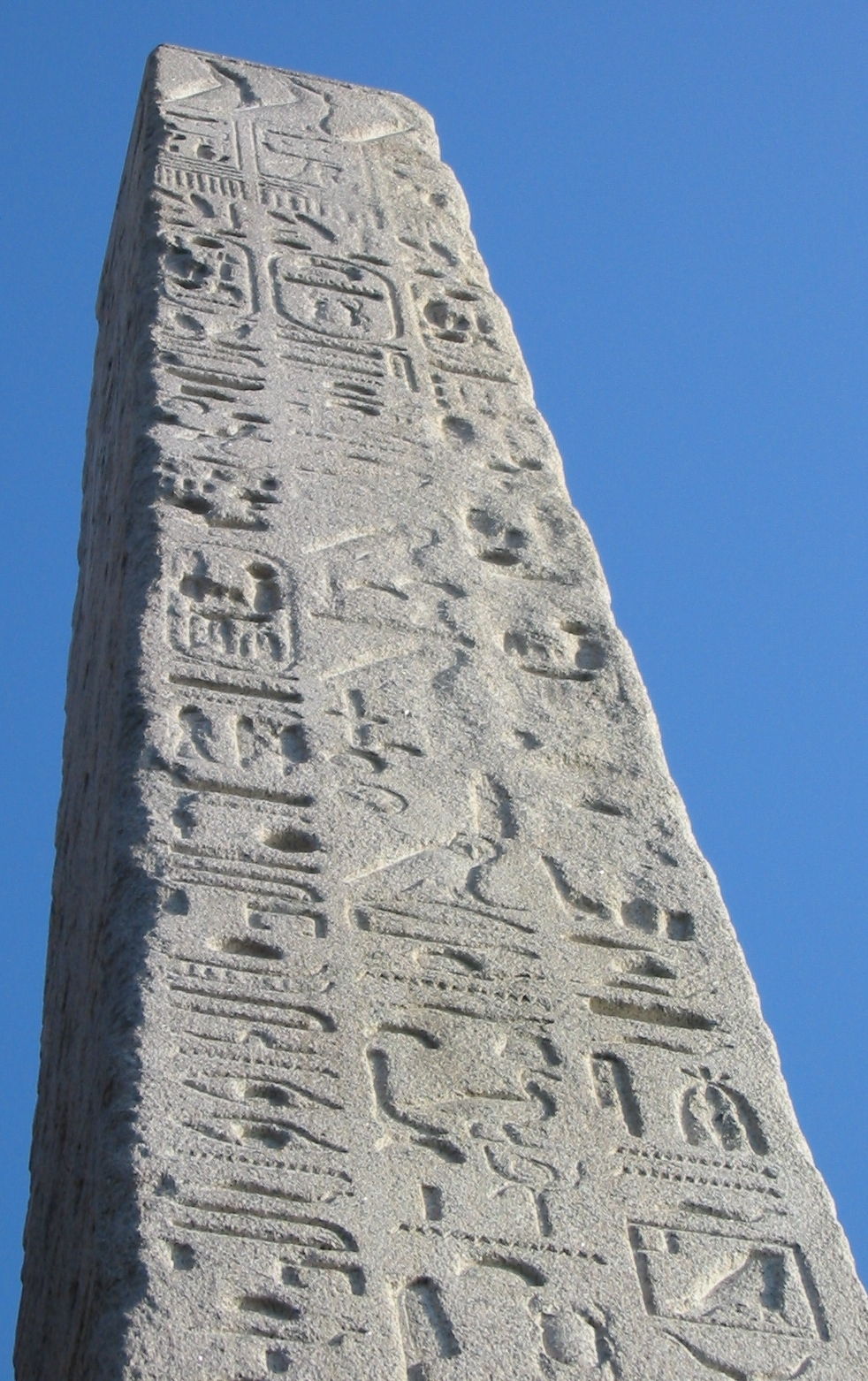
クレオパトラの針（ロンドン）

クレオパトラの針（クレオパトラのはり）とは、19世紀にロンドンとニューヨークに移された古代エジプトのオベリスクである。もともと対だった本物のオベリスクだが、クレオパトラ7世とは何の関係もない。エジプト第18王朝のトトメス3世の時代、すなわちクレオパトラ生誕より千年以上も前に作られたものだが、「クレオパトラの針」と呼ばれている。

## ロンドンとニューヨークの対
ロンドンとニューヨークのクレオパトラの針はどちらも赤い花崗岩でできており、高さは約21メートル、重さは約224トンで、表面にはヒエログリフが刻まれている。元々は紀元前1450年ごろトトメス3世の命でヘリオポリスに立てられたものである。その花崗岩はアスワンに近いナイル川の急流付近の石切り場から運ばれたものである。ヒエログリフは約200年後にラムセス2世が彫らせたもので、彼の戦勝を記念した碑文が彫られている。紀元前12年、アウグストゥスの治世のころ、マルクス・アントニウスまたはガイウス・ユリウス・カエサルを祀るためにクレオパトラがアレクサンドリアに建設させた神殿にこれらのオベリスクが移された。しかし、後に一方（ロンドンに送られた方）のオベリスクは倒れてしまった。そのためオベリスクは砂に埋まってしまい、そのおかげで表面のヒエログリフが風化から保護される結果となった。

## ロンドン

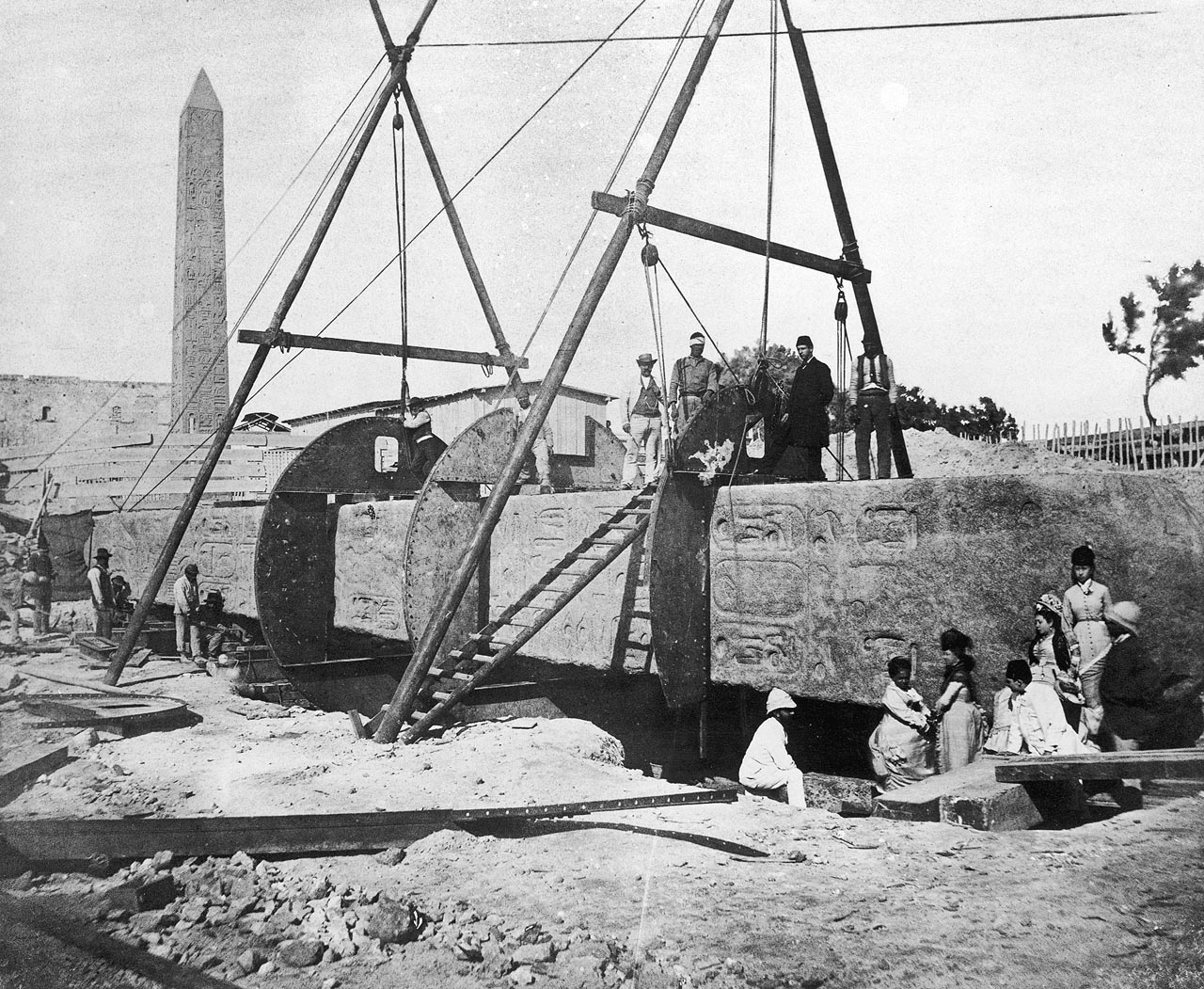
ロンドンへ輸送するために鉄製容器に格納する準備をする様子 （1877年）

ロンドンのものは、シティ・オブ・ウェストミンスターのビクトリア堤防上、ハンガーフォード橋の近くにある。すぐ近くに地下鉄のエンバークメント駅がある。エジプトとスーダンを統治していたムハンマド・アリーが、ナイルの海戦（1798年）でのホレーショ・ネルソンの勝利とアレクサンドリアの戦い（1801年）でのラルフ・アバークロンビーの勝利を記念して、1819年にイギリスにオベリスクを贈ろうとした。イギリス政府はこの好意を歓迎したものの、ロンドンまでの輸送にかかるコストが膨大となるため辞退した。
オベリスクは1877年までアレクサンドリアに残っていたが、著名な解剖学者で皮膚科医のウィリアム・ジェームス・エラスムス・ウィルソン卿がロンドンまでの輸送コスト約1万ポンドの提供を申し出た。約2000年間埋まっていた砂から掘り出され、長さ28メートル、直径4.9メートルの巨大な鉄製の筒に格納された。この筒はジョン・ディクソンという技術者が設計し、Cleopatra と命名された。実際この容器には船首と船尾、2つのビルジキール、帆を張るためのマスト、甲板室が設置された。これをそのまま洋上に浮かべて船とし、Olga という別の船でロンドンまで曳航することになった。

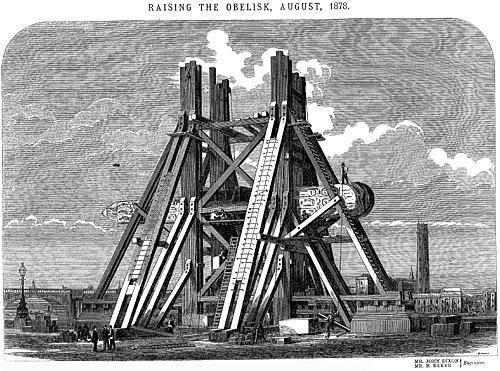
ロンドンでクレオパトラの針を立てる作業をしている様子（1878年8月）

ビスケー湾を航行中の1877年10月14日、嵐に遭遇し Cleopatra が激しく揺れ、保持できなくなった。Olga から6人の志願者と救命艇を送ったが、その救命艇は転覆し、6人は行方不明となった（この6人の名はクレオパトラの針の土台にある青銅製の銘板に刻まれている）。そこで Olga のブース船長は同船を Cleopatra に横付けし、Cleopatra のカーター船長と5人の乗組員を救助した。ブース船長は Cleopatra を放棄し、同船は沈没したと報告したが、4日後にスペインのトロール船が漂流している同船を発見。そこでグラスゴーの蒸気船 Fitzmaurice を回収に向かわせ、修理のためスペインのフェロル港に運び込んだ。Fitzmaurice の船主はフェロルを発つ前に5000ポンドを支払うよう要求したが、交渉の末回収費用として2000ポンドを支払うことになった。William Watkins Ltd のデビッド・グルー船長が指揮するタグボート Anglia がテムズ川まで Cleopatra を曳航することになった。河口に到着した1878年1月21日、テムズ川河口の町グレーブセンドでは小学校が休みになったという。オベリスクの木製の模型が国会議事堂前に置かれたこともあったが、その場所への設置は拒絶され、最終的に1878年9月12日、ビクトリア堤防の上に設置された。
1878年にこのオベリスクを立てる際、台座の前の部分にタイムカプセルが埋め込まれた。中には、当時最も美しいとされたイギリスの女性たちの写真12枚、ヘアピン1箱、葉巻1箱、タバコ用パイプ数点、当時のヤード・ポンド法に基づく重量原器、哺乳瓶、玩具、剃刀、建築用の油圧式ジャッキやケーブル、オベリスクの青銅製模型、英国硬貨のセット、ルピー硬貨、ビクトリア女王の肖像、このオベリスクの辿った数奇な運命を記した文書、羊皮紙に書かれたオベリスクの図面、表面に描かれたヒエログリフの翻訳、いくつかの言語に翻訳された聖書、ホイッティカー年鑑、ロンドンの地図、当時の新聞などが入っている。
クレオパトラの針を挟むように、エジプト風のスフィンクスのブロンズ像が2体設置されており、添えられたヒエログリフは netjer nefer men-kheper-re di ankh (the good god, Thuthmosis III given life) と刻まれている。スフィンクス像はクレオパトラの針の方を向いており、守っているというよりも見張っているように見える。付近のベンチにもスフィンクスの装飾が施されている。第一次世界大戦中の1917年9月4日、ドイツ軍の投下した爆弾がクレオパトラの針の近くに落ちた。この出来事を忘れないため爆弾の痕跡は修理されず、右側のスフィンクスの台座には榴散弾でできた穴がそのままになっている。

## ニューヨーク
ニューヨークのクレオパトラの針は1881年2月22日、セントラル・パーク（北緯40度46分46.67秒 西経73度57分55.44秒 / 北緯40.7796306度 西経73.9654000度）に立てられた。当時カイロ総領事だったエルバート・E・ファーマンが立てたもので、イギリスやフランスがエジプト政府を政治的に制御しようと動いた時に、友好的な中立者であり続けたアメリカ合衆国にエジプト総督から贈られたものである。

### オベリスクの確保

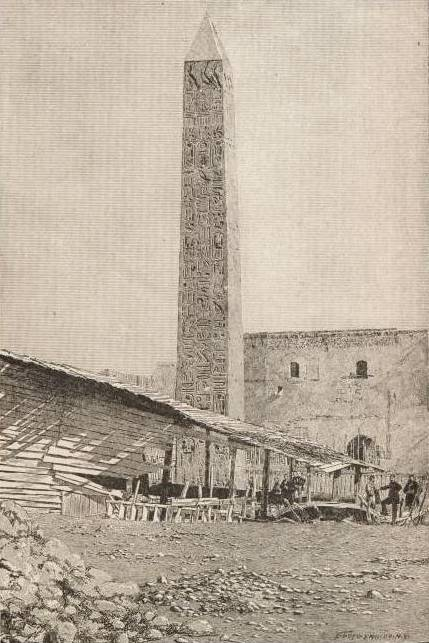
エジプトのアレクサンドリアに立っていたクレオパトラの針

エジプトのオベリスクを確保してニューヨークに立てるというアイデアは、1877年3月のニューヨークの新聞に掲載されたロンドンのオベリスク輸送の記事が元になっている。すでにパリのコンコルド広場には1836年にルクソール神殿から運ばれたオベリスクが建てられており、パリにもロンドンにもオベリスクが立つならニューヨークにも立てるべきではないか、という論法である。その記事では、ロンドンへのオベリスク輸送を手配したジョン・ディクソンが1869年にエジプト総督からアレキサンドリアにある残りのオベリスクをアメリカに贈るという申し出を受けたと報じているが、ディクソンはそのような事実はなかったと記事を否定している。その新聞記事に基づき、当時ニューヨーク市の公園管理部門を指揮していたヘンリー・G・ステビンズ（後の下院議員）は、ニューヨークへのオベリスク輸送のための資金集めに着手した。鉄道王ウィリアム・ヘンリー・ヴァンダービルトは依頼を受け、そのプロジェクトに10万ドル以上の寄付をすることを約束した。
ステビンズはアメリカ合衆国国務省を通してエジプト総督宛てにオベリスクを受け入れ可能だとする書簡を2通送り、それがカイロ総領事のファーマンに届いた。ファーマンはニューヨークの新聞記事の誤解が元だと気付いたが、残っているどちらかのオベリスク（パリのものと対になるルクソールのオベリスクか、ロンドンのものと対になるアレクサンドリアのもの）を確保する好機だと判断した。そこで1877年3月、正式にエジプト総督に申し入れ、同年5月にはオベリスクを贈るという文書での確約を得た。

### 輸送
オベリスクとアレクサンドリアからニューヨークまで輸送するという難事は、アメリカ海軍少佐ヘンリー・H・ゴリンジが任された。まず立っているオベリスクを水平にするところから始まった。そして、それを蒸気船 Dessoug に納め、同船は1880年6月12日にアレキサンドリアから出発した。
1880年7月20日にニューヨークに到着し、ハドソン川の堤防からセントラルパークまで運ぶのに32頭の馬を必要とした。最後は5番街からセントラルパーク内の丘（当時建設されたばかりのメトロポリタン美術館のすぐそば）までオベリスク輸送用に作られた陸橋を通って運んだ。
オベリスクは所定の位置に立てられ、1880年10月2日に石工たちの式典が開催された。5番街を9千人以上の石工たちが練り歩き、5万人を越える観客が沿道につめかけた。

### ヒエログリフ
表面のヒエログリフは風化が激しく、読み取りが困難な状態である。セントラルパークに立てられた頃の写真ではヒエログリフがはっきり読み取れ、その内容を翻訳した資料がある。エジプトでは約3000年のあいだ乾燥した砂漠に立っていたが、ほとんど風化しなかった。しかし、ニューヨークの気候に1世紀ほど曝されたために、大気汚染や酸性雨の影響で表面がぼろぼろになってしまった。そのためにエジプト考古学の権威ザヒ・ハワスは2010年、セントラルパークの管理責任者とニューヨーク市長宛てに保存する努力の強化を求める公開書簡を送った。その中でハワスは、彼らがオベリスクを適切に扱わなければ、それを元の場所に戻して荒廃から救うための適切な処置をとるとしている。

## ギャラリー

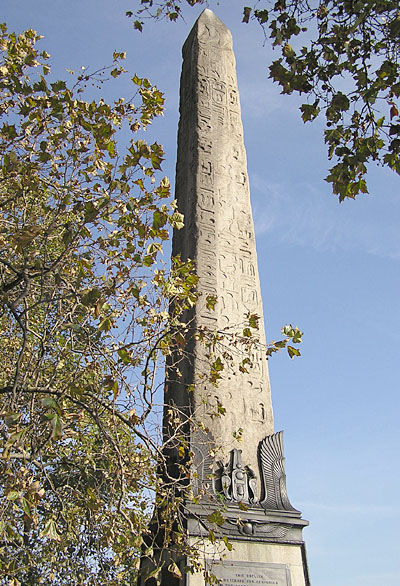
ロンドンのクレオパトラの針
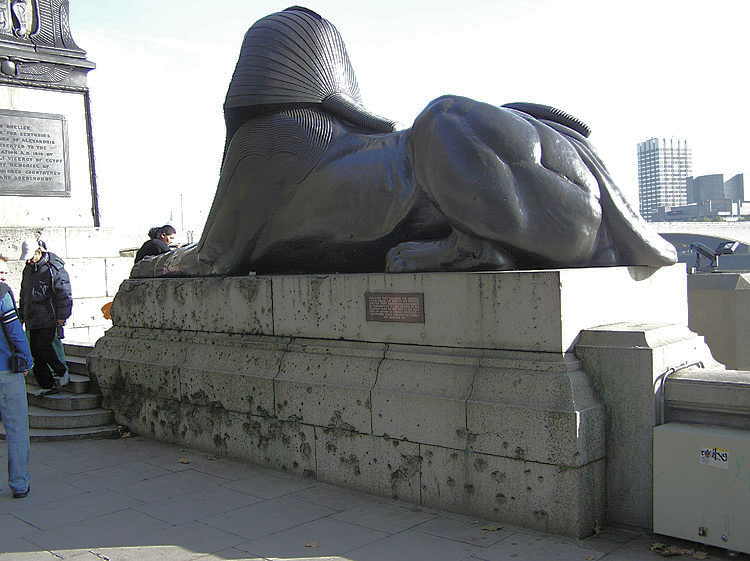
ロンドンのクレオパトラの針に隣接するスフィンクス像の1つ。台座に第一次世界大戦中の空襲の跡がある。
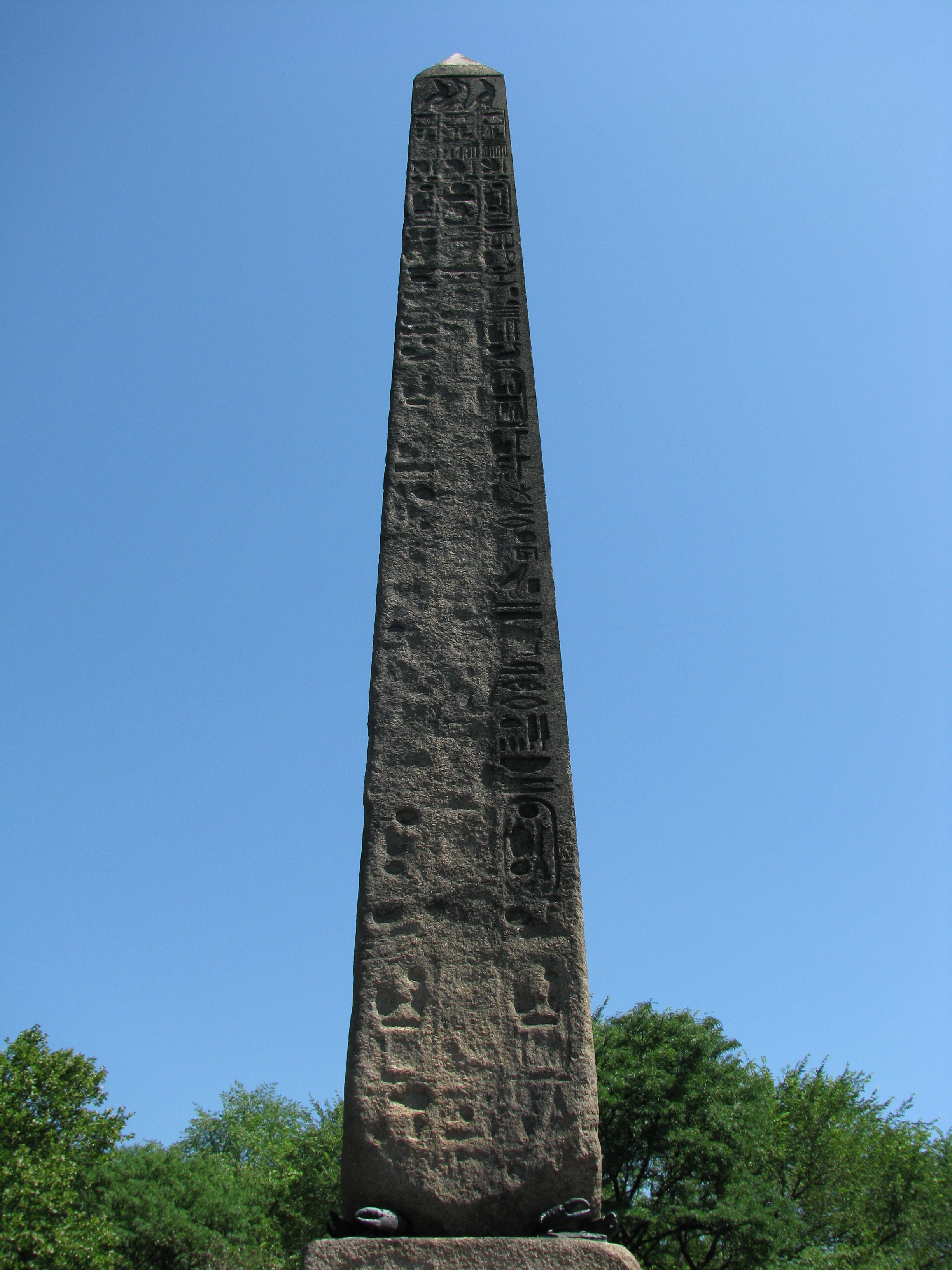
ニューヨークのクレオパトラの針の1つの面をクローズアップした写真
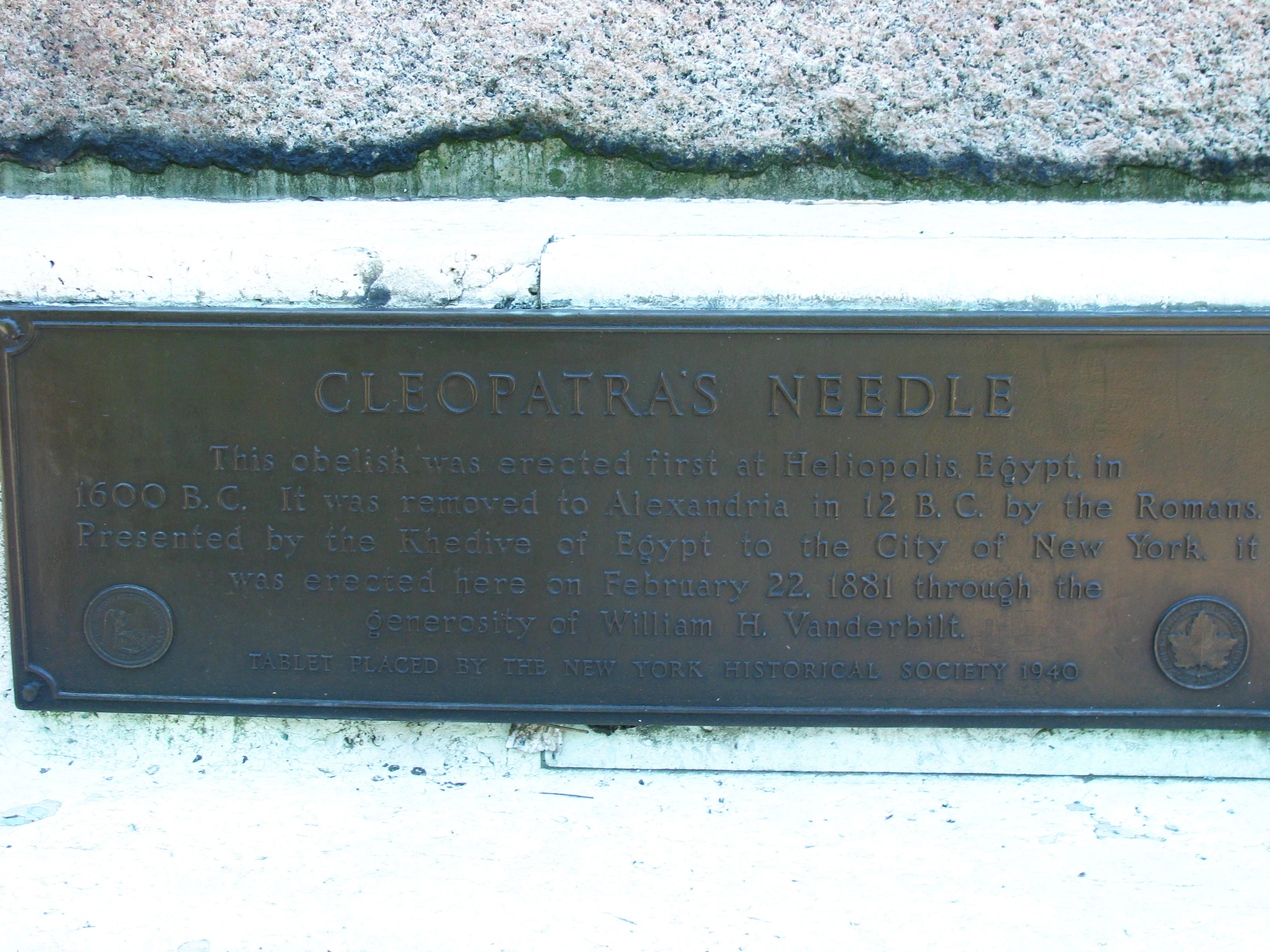
ニューヨークのクレオパトラの針の台座にある銘板